# Lycostomus nigripes
Lycostomus nigripes is een keversoort uit de familie netschildkevers (Lycidae). De wetenschappelijke naam van de soort werd in 1787 gepubliceerd door Johann Christian Fabricius.